# Uzo Egonu
Uzo Egonu(Onitsha, 25 de diciembre de 1931-Londres, 14 de agosto de 1996) fue un pintor y grabador nigeriano activo en Inglaterra.

## Biografía
Nacido en una villa portuaria, comenzó a pintar desde muy joven. En 1945 se fue a vivir a Londres donde estudió en el Camberwell College of Arts.
Viajó por Europa entre 1952 y 1960 y solo regresó a Nigeria en 1977. Desde 1983, fue consultor de la International Association of Art, un honor recibido por artistas como Henry Moore o Joan Miró. En 1984, recibió el premio internacional de grafismo en la Bienal de Cracovia entre otros importantes galardones. Su obra se reparte por varios museos: como el Museo de Victoria y Alberto.